# Billy Warlock
Billy Warlock, właśc. William Alan Leming (ur. 26 marca 1961 w Gardenie) – amerykański aktor i kaskader,  występował w roli ratownika Eddiego Kramera w serialu Słoneczny patrol (1989–1992).

## Życiorys
Urodził się w Gardenie jako jedno z trojga dzieci Dicka Warlocka, kaskadera i aktora filmowego, który przez ponad 25 lat był dublerem Kurta Russella. Ma brata Lance’a i siostrę Rhondę. W 1979 ukończył szkołę średnią Birmingham High School w Van Nuys, w stanie Kalifornia.
W wieku dwudziestu lat trafił na mały ekran jako dubler Robina Williamsa w sitcomie science-fiction ABC Mork i Mindy (1980). Jego kinowym debiutem była rola Craiga w filmie Halloween 2: Niebezpieczny zbieg (1981), gdzie jego ojciec pojawił się w nim w roli psychopatycznego Michaela Myersa. Karierę aktorską kontynuował w roli Leopolda 'Flipa' Phillipsa, młodszego brata nauczyciela języka angielskiego Rogera Phillipsa (Ted McGinley) w sitcomie ABC Szczęśliwe dni (1982–1983) u boku Henry’ego Winklera.
Pojawił się także w kilku nieznacznych projektach, jak filmie sensacyjnym Stalowe rekiny (1996) obok Gary’ego Buseya i Billy’ego Dee Williamsa czy dramacie telewizyjnym Lot 115 (1996) z Kate Jackson i Erikiem Estradą. Za rolę Frankiego Brady’ego w operze mydlanej NBC Dni naszego życia (1988, 1990–1991, 2005–2006) otrzymał w 1988 nagrodę Daytime Emmy.

## Życie prywatne
Był związany z Eriką Eleniak. Od 2 listopada 1985 do 1987 był żonaty z aktorką Marcy Walker, której popularność przyniosła postać Eden Capwell w operze mydlanej NBC Santa Barbara. W 1999 poznał aktorkę Julie Pinson, z którą ożenił się 26 sierpnia 2006.

## Filmografia

### Filmy fabularne
- 1981: Śliczna, ale śmiertelna (Lovely But Deadly) jako chłopak na plaży
- 1981: Halloween 2: Niebezpieczny zbieg (Halloween II) jako Craig
- 1987: Gorący strzał (Hotshot) jako Vinnie Fortino
- 1989: Society jako Bill Whitney
- 1995: Celny cios (Opposite Corners) jako Bryant Donatello
- 1995: Pan Payback (Mr. Payback: An Interactive Movie) jako Payton Bach (pan Payback)
- 1996: Stalowe rekiny (Steel Sharks) jako Bob Rogers
- 2006: Fatwa: Życie w nieustannym zagrożeniu (Fatwa) jako Vince

### Filmy telewizyjne
- 1983: Sześć paczek (Six Pack) jako Duffy Akins
- 1986: Dwóch i pół tatusiów (2 1/2 Dads) jako Danny Selzer
- 1987: Od biedy do bogactwa (Rags to Riches) jako Tommy
- 1989: Strój kąpielowy (Swimsuit) jako Chris
- 1989: Klasowy rejs (Class Cruise) jako Sam McBride
- 1994: Czcij ojca swego i matkę swoją (Honor Thy Father and Mother: The True Story of the Menendez Murders) jako Lyle Menendez
- 1996: Lot 115 (Panic in the Skies!) jako F.A. Matt Eisenhauer
- 2003: Słoneczny Patrol – Ślub na Hawajach (Baywatch: Hawaiian Wedding) jako Eddie Kramer
- 2004: Sidła śmierci (The Thing Below) jako kapitan Jack Griffin

### Seriale telewizyjne
- 1982–1983: Szczęśliwe dni (Happy Days) jako Leopold 'Flip' Phillips
- 1983: ABC Po szkole (ABC Afterschool Specials) jako Craig Foster
- 1983: Loteria (Lottery!) jako Billy
- 1984: Capitol jako Ricky Driscoll
- 1987: Od biedy do bogactwa (Rags to Riches) jako Tommy
- 1988: Dni naszego życia (Days of Our Lives) jako Frankie Brady
- 1989: 21 Jump Street jako Ron Green
- 1989–1992: Słoneczny patrol (Baywatch) jako Eddie Kramer
- 1990: Dni naszego życia (Days of Our Lives) jako Frankie Brady
- 1991: Dni naszego życia (Days of Our Lives) jako Frankie Brady
- 1992: Oddział kapelusza (The Hat Squad) jako Matt Matheson
- 1994: Jedwabne pończoszki (Silk Stalkings) jako Brent
- 1995: Marker jako Shawn
- 1995: Nowojorscy gliniarze (NYPD Blue) jako Mike Barnett
- 1994: Jedwabne pończoszki (Silk Stalkings) jako Jason Hemmings
- 1996: Słoneczny patrol nocą (Baywatch Nights) jako Eddie Kramer
- 1999: Diagnoza morderstwo (Diagnosis Murder) jako Derek Shaw
- 2002–2003; 2005: Szpital miejski (General Hospital) jako A.J. Quartermaine
- 2005: Dni naszego życia (Days of Our Lives) jako Frankie Brady
- 2006: Dni naszego życia (Days of Our Lives) jako Frankie Brady
- 2007–2008: Żar młodości jako Ben Hollander
- 2009: Układy jako tajny klient
- 2010: As the World Turns jako Anthony Blackthorn
- 2010: Tylko jedno życie jako Ross Rayburn